# Kjetil Jansrud
Kjetil Jansrud (Stavanger, 28 de agosto de 1985) es un deportista noruego que compitió en esquí alpino; campeón olímpico en Sochi 2014 y campeón mundial en 2019.

## Trayectoria
Participó en cinco Juegos Olímpicos de Invierno, entre los años 2006 y 202, obteniendo en total cinco medallas, plata en Vancouver 2010 (eslalon gigante), dos en Sochi 2014 (oro en supergigante y bronce en descenso) y dos en Pyeongchang 2018 (plata en descenso y bronce en supergigante).
Ganó tres medallas en el Campeonato Mundial de Esquí Alpino entre los años 2015 y 2019. En la Copa del Mundo consiguió veintitrés victorias y 55 podios en total.
Fue el abanderado de Noruega en la ceremonia de apertura de los Juegos de Pekín 2022, junto con la jugadora de curling Kristin Skaslien.
En 2014 recibió la Medalla de Oro de Aftenposten. Fue nombrado «Atleta masculino del año» en su país en 2015.

## Palmarés internacional
| Juegos Olímpicos   | Juegos Olímpicos                   | Juegos Olímpicos  | Juegos Olímpicos |
| Año                | Lugar                              | Medalla           | Prueba           |
| ------------------ | ---------------------------------- | ----------------- | ---------------- |
| 2010               | Vancouver (Canadá)                 | Medalla de plata  | Eslalon gigante  |
| 2014               | Sochi (Rusia)                      | Medalla de oro    | Supergigante     |
| 2014               | Sochi (Rusia)                      | Medalla de bronce | Descenso         |
| 2018               | Pyeongchang (Corea del Sur)        | Medalla de plata  | Descenso         |
| 2018               | Pyeongchang (Corea del Sur)        | Medalla de bronce | Supergigante     |
| Campeonato Mundial |                                    |                   |                  |
| Año                | Lugar                              | Medalla           | Prueba           |
| 2015               | Vail/Beaver Creek (Estados Unidos) | Medalla de plata  | Combinada        |
| 2017               | Sankt Moritz (Suiza)               | Medalla de plata  | Supergigante     |
| 2019               | Åre (Suecia)                       | Medalla de oro    | Descenso         |